# Frances Borzello
Frances Borzello es una académica, historiadora, escritora, y feminista inglesa. Además se ha especializado en historia social del arte, y en crítica de arte; que incluye estudios sobre la posición social de las artistas europeas en el contexto de su sociedad, el estudio de autorretratos y de desnudos femeninos. Ha sido la autora del libro Seeing Ourselves: Women's Self Portraits (Nos vemos: autorretratos de mujeres), que ha sido continuamente publicado, desde 1998; y, tiene ya 30 ediciones. Su obra es ampliamente reconocida como contribución a los campos del estudio de la historia del arte, de arte feminista y de estudios de la mujer.

## Biografía
En 1980, Borzello defendió su tesis de PhD, por la University College London. Y, su disertación de tesis se publicó en 1981, bajo el título, "The relationship of fine art and the poor in late nineteenth century England" ("La relación entre las bellas artes y los pobres en la Inglaterra de finales del siglo XIX").
Fue miembro de un grupo de fotografía de mujeres, fundado en la década de 1970 llamado "Second Sight" ("Segunda Vista"), que incluía a miembros como Annette Kuhn, Jill Pack, y Cassandra Wedd.
Su ensayo "Preaching to the converted? Feminist art publishing in the 1980s" ("¿Predicando a los conversos? Publicación de arte feminista en la década de 1980"), se incluyó en el libro, de 1995 New Feminist Art Criticism: Critical Strategies (Nueva crítica de arte feminista: estrategias críticas).
En 1998, publicó su primer texto, "Seeing Ourselves: Women's Self Portraits" ("Nos vemos: autorretratos de mujeres") habla de las mujeres que crean sus propias imágenes; y, el poder del autorretrato en lugar de ser retratadas como objetos, así como una mirada histórica al género, la identidad y la representación. El libro es una mirada en profundidad a la historia, que comienza con los autorretratos de monjas medievales; y, finalmente, termina en el siglo 21, reconoce temas en los autorretratos, incluyendo maternidad, belleza femenina, talentos musicales vistos en los primeros trabajos y en los temas del siglo XX sobre sexualidad, dolor, raza, género y enfermedad.
Algunos de los artistas en su libro Seeing Ourselves: Women's Self Portraits (Nos vemos: autorretratos de mujeres) include a: Judith Leyster, Anna Dorothea Therbusch, Marie-Nicole Dumont, Hortense Haudebourt-Lescot, Suzanne Valadon, Gwen John, Paula Modersohn-Becker, Charlotte Berend-Corinth, Frida Kahlo, Wanda Wulz, Charlotte Salomon, Judy Chicago, Jo Spence, Hannah Wilke, Carolee Schneemann, Cindy Sherman, Tracey Emin. Su edición de 2016 de Seeing Ourselves: Women's Self Portraits fue totalmente revisada e incluye un nuevo prefacio, por la autora en referencia a las autofotos.
Su texto de 2010, Frida Kahlo: Face to Face lo realizó en coautoría con la artista Judy Chicago, y se centró en la carrera de Frida Kahlo, así como en las obras de arte de Kahlo en relación con temas como el autorretrato femenino y la comercialización.

### Libros
- Seeing Ourselves: Women's Self-Portraits. Thames & Hudson, 2016. ISBN 0500239460

- The Naked Nude. Thames & Hudson, 2012. ISBN 0500238928

- Frida Kahlo: Face to Face. en coautoría con Judy Chicago, Prestel, 2010. ISBN 3791343602

- At Home: The Domestic Interior in Art. Thames & Hudson, 2006. ISBN 0500238316

- Reclining Nude, en coautoría con Lidia Guibert Ferrara, Thames & Hudson, 2002. ISBN 0500237972[14]

- Mirror Mirror: Self-Portraits by Women Artists, × Liz Rideal y contribuciones de Frances Borzello & Whitney Chadwick, Watson-Guptill, 2002. ISBN 0823030717

- A World of Our Own: Women as Artists Since the Renaissance . Watson-Guptill, 2000. ISBN 0823058743

- Seeing Ourselves: Women's Self-Portraits (1ª ed.) Harry N. Abrams, 1998. ISBN 0-8109-4188-0

- Civilizing Caliban: The Misuse of Art, 1875-1980. Routledge Kegan & Paul, 1987. ISBN 0710206755

- The New Art History, en coautoría con A.L. Rees. Camden Press, mayo de 1986. ISBN 0948491078

- Women Artists: A Graphic Guide, en coautoría con Natacha Ledwidge, Camden Press, 1986. ISBN 0948491051

### Artículos en revistas
- Auchmuty, Rosemary, Borzello, Frances, Davis Langdell, Cheri. “The Image of Women's Studies.” Women's Studies International Forum 6 (3), 1983: 291–298, doi 10.1016/0277-5395(83)90054-7.[15]

- Borzello, Frances. “Helene Schjerfbeck: And Nobody Knows What I'm Like.” Woman's Art Journal 25 (1) 2004: 48–50. JSTORS, doi 10.2307/3566500.

- Borzello, Frances. “Tea, Toilets & Typewriters: Women's Clubs in London.” History Today 58 (12) dic. 2008.[16]